# Cherry Bomb (Tyler, the Creator)
Cherry Bomb è il quarto album in studio del rapper statunitense Tyler, the Creator, pubblicato nel 2015.

## Tracce
1. Deathcamp – 3:09
2. Buffalo – 2:39
3. Pilot – 3:29
4. Run – 1:09
5. Find Your Wings (feat. Roy Ayers, Kali Uchis) – 2:59
6. Cherry Bomb – 4:29
7. Blow My Load – 3:10
8. 2Seater – 6:49
9. The Brown Stains of Darkeese Latifah Part 6-12 (Remix) (feat. Schoolboy Q) – 3:11
10. Fucking Young / Perfect (feat. Charlie Wilson & Kali Uchis) – 6:41
11. Smuckers (feat. Kanye West & Lil Wayne) – 5:34
12. Keep Da O's (feat. Pharrell Williams) – 4:08
13. Okaga, CA – 6:37
14. Yellow – 2:57